# Teoria de l'absorció de Wheeler-Feynman
La teoria de l'absorció de Wheeler-Feynman (també anomenada teoria de la simetria temporal de Wheeler-Feynman), anomenada així en honor als seus autors, els físics Richard Feynman i John Archibald Wheeler, és una teoria de l'electrodinàmica basada en una extensió relativista correcta de l'acció a un electró de distància. La teoria no postula cap camp electromagnètic independent. Més aviat, tota la teoria està encapsulada per l'acció invariant de Lorentz {\displaystyle S} de trajectòries de partícules {\displaystyle a^{\mu }(\tau ),\,\,b^{\mu }(\tau ),\,\,\cdots } definit com
{\displaystyle S=-\sum _{a}m_{a}c\int {\sqrt {-da_{\mu }da^{\mu }}}+\sum _{a<b}{\frac {e_{a}e_{b}}{c}}\int \int da_{\nu }db^{\nu }\,\delta ^{4}(ab_{\mu }ab^{\mu }),}
on {\displaystyle ab_{\mu }\equiv a_{\mu }-b_{\mu }}.
La teoria de l'absorbidor és invariant sota la transformació de la inversió del temps, consistent amb la manca de cap base física per a la ruptura microscòpica de la simetria de la inversió del temps. Un altre principi clau resultant d'aquesta interpretació, i que recorda una mica el principi de Mach i el treball d'Hugo Tetrode, és que les partícules elementals no s'interaccionen per si mateixes. Això elimina immediatament el problema de l'autoenergia electrònica donant una infinitat en l'energia d'un camp electromagnètic.

## Motivació
Wheeler i Feynman comencen observant que la teoria clàssica del camp electromagnètic es va dissenyar abans del descobriment dels electrons: la càrrega és una substància contínua en la teoria. Una partícula d'electrons no encaixa de manera natural amb la teoria: una càrrega puntual hauria de veure l'efecte del seu propi camp? Reconsideren el problema fonamental d'una col·lecció de càrregues puntuals, prenent una acció lliure de camp a distància, la teoria desenvolupada per separat per Karl Schwarzschild, Hugo Tetrode, i Adriaan Fokker. A diferència de les teories de l'acció instantània a distància de principis del 1800, aquestes teories de la "interacció directa" es basen en la propagació de la interacció a la velocitat de la llum. Es diferencien de la teoria clàssica de camps en tres aspectes: 1) no es postula cap camp independent; 2) les càrregues puntuals no actuen sobre elles mateixes; 3) les equacions són simètriques en el temps. Wheeler i Feynman proposen desenvolupar aquestes equacions en una generalització relativísticament correcta de l'electromagnetisme basada en la mecànica newtoniana.

## Problemes amb teories prèvies d'interacció directa
El treball de Tetrode-Fokker va deixar sense resoldre dos grans problemes. :171En primer lloc, en una teoria d'acció no instantània a distància, l'acció-reacció igual de les lleis del moviment de Newton entra en conflicte amb la causalitat. Si una acció es propaga cap endavant en el temps, la reacció es propagaria necessàriament cap enrere en el temps. En segon lloc, les explicacions existents sobre la força de reacció a la radiació o la resistència a la radiació depenien de l'acceleració dels electrons que interactuaven amb el seu propi camp; els models d'interacció directa ometen explícitament l'autointeracció.

## Absorbent i resistència a la radiació
Wheeler i Feynman postulen l'"univers" de tots els altres electrons com un absorbent de radiació per superar aquests problemes i ampliar les teories d'interacció directa. En lloc de considerar una càrrega puntual aïllada no física, modelen totes les càrregues de l'univers amb un absorbidor uniforme en una capa al voltant d'una càrrega. A mesura que la càrrega es mou en relació amb l'absorbidor, s'irradia cap a l'absorbidor que "empeny cap enrere", provocant la resistència a la radiació.

## Resultat clau
Feynman i Wheeler van obtenir el seu resultat d'una manera molt senzilla i elegant. Van considerar totes les partícules carregades (emissors) presents al nostre univers i van suposar que totes generaven ones simètriques de inversió temporal. El camp resultant és
{\displaystyle E_{\text{tot}}(\mathbf {x} ,t)=\sum _{n}{\frac {E_{n}^{\text{ret}}(\mathbf {x} ,t)+E_{n}^{\text{adv}}(\mathbf {x} ,t)}{2}}.}
Llavors van observar que si la relació
{\displaystyle E_{\text{free}}(\mathbf {x} ,t)=\sum _{n}{\frac {E_{n}^{\text{ret}}(\mathbf {x} ,t)-E_{n}^{\text{adv}}(\mathbf {x} ,t)}{2}}=0}
aguanta, doncs {\displaystyle E_{\text{free}}}, sent una solució de l'equació de Maxwell homogènia, es pot utilitzar per obtenir el camp total
{\displaystyle E_{\text{tot}}(\mathbf {x} ,t)=\sum _{n}{\frac {E_{n}^{\text{ret}}(\mathbf {x} ,t)+E_{n}^{\text{adv}}(\mathbf {x} ,t)}{2}}+\sum _{n}{\frac {E_{n}^{\text{ret}}(\mathbf {x} ,t)-E_{n}^{\text{adv}}(\mathbf {x} ,t)}{2}}=\sum _{n}E_{n}^{\text{ret}}(\mathbf {x} ,t).}
El camp total és llavors el camp retardat pur observat. :173
La suposició que el camp lliure és idènticament zero és el nucli de la idea de l'absorbidor. Significa que la radiació emesa per cada partícula és totalment absorbida per totes les altres partícules presents a l'univers. Per entendre millor aquest punt, pot ser útil considerar com funciona el mecanisme d'absorció en materials comuns. A escala microscòpica, resulta de la suma de l'ona electromagnètica entrant i les ones generades a partir dels electrons del material, que reaccionen a la pertorbació externa. Si l'ona entrant s'absorbeix, el resultat és un camp de sortida zero. En la teoria de l'absorbidor s'utilitza el mateix concepte, però, en presència tant d'ones retardades com avançades.